# Ian Harding
Ian Harding, ameriški igralec, * 16. september 1986, Heidelberg, Karlsruhe, Nemčija.
Rodil se je staršema vojaškega ceha. V otroških letih se je z družino preselil v Virginio, kjer se je v srednji šoli pridružil dramskemu krožku. Trenutno v seriji Pretty Little Liars (Sladke male lažnivke) na ABC Family igra vlogo Ezre Fitza.

## Filmografija
| Televizija   | Televizija                              | Televizija      | Televizija                            |
| Leto         | Naslov                                  | Vloga           | Opombe                                |
| ------------ | --------------------------------------- | --------------- | ------------------------------------- |
| 2009         | NCIS: Los Angeles                       | Curtis Lacrosse | 15. epizoda 1. sezone: »The Bank Job« |
| 2010         | Made In Hollywood: Teen Edition         | Ian Harding     | Za kulisami: Sladke male lažnivke     |
| 2010         | Hollywood is Like Highschool with Money | Jamie Hunter    | Spletna serija                        |
| 2010–present | Pretty Little Liars                     | Ezra Fitz       | Glavna zasedba                        |
| 2012         | Punk'd                                  | Ian Harding     | Resničnostni šov; epizoda »Lucy Hale« |
| 2012         | Beyblade: Metal Fury                    | Yuki Mizusawa   | Glas, angleška sinhronizacija         |

| Filmi | Filmi                | Filmi               | Filmi                       |
| Leto  | Naslov               | Vloga               | Opombe                      |
| ----- | -------------------- | ------------------- | --------------------------- |
| 2009  | Deadtime Stories     | Ryan                |                             |
| 2009  | Adventureland        | Premožni pripravnik |                             |
| 2010  | Love and Other Drugs | Pfizer Trainee #1   | brez omembe v odjavni špici |

| Gledališče | Gledališče          |
| Leto       | Naslov              |
| ---------- | ------------------- |
| 2008       | The Other Shore     |
| 2009       | The London Cuckolds |